# Дигитални маркетинг
Дигитални маркетинг је компонента маркетинга која користи интернет и дигиталне технологије засноване на мрежи, као што су десктоп рачунари, мобилни телефони и други дигитални медији и платформе, за промоцију производа и услуга.   Значајно је трансформисао начин на који брендови и послови користе технологију за маркетинг од 1990-их и 2000-их година. Како су дигиталне платформе постајале све више интегрисане у маркетиншке планове и свакодневни живот,  и како су људи све више користили дигиталне уређаје уместо да посећују физичке продавнице, кампање дигиталног маркетинга постале су широко распрострањене. 
Ове кампање комбинују различите приступе, као што су оптимизација за претраживаче (SEO), маркетинг на интернет претраживачима (SEM), маркетинг садржаја, инфлуенсер маркетинг, аутоматизација садржаја, маркетинг кампање, маркетинг заснован на подацима, е-трговина, маркетинг на друштвеним мрежама, оптимизација друштвених мрежа, директни маркетинг путем е-поште, електронске књиге, као и оптички дискови и видео-игре.
Дигитални маркетинг обухвата и канале који нису везани за интернет, али пружају дигитални садржај, као што су телевизија, мобилни телефони (SMS и MMS), повратни позиви и мелодије које се пуштају док је позив на чекању.  Управо то проширење на канале који нису везани за интернет разликује дигитални маркетинг од онлајн маркетинга. 

## Историја
Дигитални маркетинг је ефективно започео 1990. године када је креиран претраживач Archie као индекс за FTP сајтове. Већ у 1980-им годинама, капацитет складиштења на рачунарима је био довољно велики да чува огромне количине података о клијентима. Компаније су почеле да се опредељују за онлајн технике, као што је маркетинг заснован на базама података, уместо да се ослањају на ограничене листе посредника.  Базе података омогућиле су компанијама да ефикасније прате информације о клијентима, трансформишући однос између купца и продавца.
Термин „дигитални маркетинг“ први пут је употребљен 1990-их година.  Развој сервер/клијент архитектуре и популарност персоналних рачунара довели су до значајне улоге апликација за управљање односима са клијентима (CRM) у маркетиншким технологијама. Жестока конкуренција натерала је добављаче софтвера да прошире своје услуге, укључујући апликације за маркетинг, продају и корисничку подршку. Са појавом интернета, трговци су могли да поседују онлајн податке о купцима кроз eCRM софтвер. Ово је довело до прве „кликабилне“ банер рекламе која је објављена 1994. године. Кампања „You Will“ компаније AT&T привукла је велику пажњу, а у прва четири месеца након објављивања, 44% људи који су видели рекламу кликнули су на њу. Рани напори у дигиталном маркетингу били су усмерени на једноставне HTML веб-сајтове и праксу имејл маркетинга, који је омогућавао директну комуникацију са потрошачима.
У 2000-им годинама, са све већим бројем корисника интернета и појавом iPhone-а, купци су почели да траже производе и доносе одлуке о својим потребама онлајн, уместо да се консултују са продавцима. Ово је створило нови изазов за маркетиншке тимове у компанијама.  Истраживање спроведено 2000. године у Великој Британији показало је да већина продаваца још увек није регистровала своје домене. Ови изазови подстакли су продавце да пронађу нове начине за интеграцију дигиталне технологије у развој тржишта. Истовремено, појавио се PPC (плаћање по клику) начин оглашавања, који је 2000. године увео Google AdWords. Овај модел омогућио је предузећима да циљају специфичне кључне речи, чиме је дигитални маркетинг постао мерљивији и исплативији.
Средином 2000-их година, на сцену ступају друштвене мреже попут Facebook-а (2004), YouTube-а (2005) и Twitter-а (2006). Ове платформе донеле су револуционарне промене за дигитални маркетинг омогућавајући директну и интерактивну комуникацију са потрошачима. Године 2007. развијена је аутоматизација маркетинга као одговор на све брже промене у маркетиншком окружењу. Аутоматизација маркетинга је процес у којем се софтвер користи за аутоматизацију традиционалних маркетиншких активности. Она помаже компанијама да сегментирају клијенте, покрећу мултиканалне маркетиншке кампање и пружају персонализоване информације клијентима на основу њихових специфичних активности. У овом процесу, активности корисника (или њихов изостанак) покрећу персонализовану поруку прилагођену кориснику на платформи коју он преферира. Ипак, упркос предностима аутоматизације маркетинга, многе компаније се и даље боре да је правилно примене у свакодневном пословању.
Дигитални маркетинг је постао софистициранији током 2000-их и 2010-их година, када је дошло до наглог пораста броја уређаја који могу приступити дигиталним медијима. Статистике из 2012. и 2013. године показале су да дигитални маркетинг наставља да расте.  Са развојем друштвених мрежа током 2000-их година, као што су LinkedIn, Facebook, YouTube и Twitter, потрошачи су постали веома зависни од дигиталних уређаја у свакодневном животу. Због тога су очекивали беспрекорно корисничко искуство преко различитих канала у потрази за информацијама о производима. Промене у понашању потрошача допринеле су већој разноликости маркетиншких технологија.
Термин „дигитални маркетинг“ појавио се 1990-их година. Пре тога, овај појам се формално називао и „онлајн маркетинг“, „интернет маркетинг“ или „веб маркетинг“. Данас је „дигитални маркетинг“ постао најчешће коришћен термин широм света и изузетно је заступљен у пословној индустрији, нарочито након 2013. године. Међутим, у појединим земљама, као што је Италија, дигитални маркетинг је и даље познат под називом „веб маркетинг“.
Раст дигиталних медија процењен је на 4.5 милијарди онлајн огласа послатих годишње, уз раст потрошње на дигиталне медије од 48% током 2010. године. Све већи део оглашавања долази од предузећа која примењују усмерено оглашавање (Online Behavioural Advertising - OBA) како би прилагодила рекламе интернет корисницима. Ипак, овај приступ подстиче забринутост у вези са приватношћу потрошача и заштитом података.

## Препознатљивост бренда
Један од кључних циљева модерног дигиталног маркетинга јесте повећање свести о бренду или препознатљивост, односно степена до којег су купци и јавност упознати са одређеним брендом. Унапређење свести о бренду је важно у дигиталном маркетингу, као и у маркетингу уопште, због његовог утицаја на перцепцију бренда и доношење одлука потрошача.  Савремени трендови показују да предузећа и дигитални трговци све већу важност дају свести о бренду, са фокусом на развој препознатљивости. Ово потврђује истраживање Content Marketing Institute из 2019. године, које је показало да је 81% дигиталних продаваца радило на побољшању препознатљивости бренда у претходној години.
Још једно истраживање Content Marketing Institute-а открило је да 89% продаваца у сектору B2B сада верује да је побољшање свести о бренду важније од настојања усмерених ка повећању продаје. 
Фокусирање на повећање свести о бренду у дигиталном маркетингу има неколико разлога:
1. Раст онлајн куповине:  Истраживање компаније Statista пројектовало је да ће 230.5 милиона људи у САД користити интернет за куповину производа до 2021. године, у односу на 209.6 милиона из 2016. године. [18] Истраживање компаније Salesforce показало је да је 87% људи 2018. године започело потрагу за производима и брендовима преко дигиталних канала.[19]
2. Улога дигиталне интеракције у понашању потрошача: Процењује се да је 70% свих малопродајних куповина у САД     на неки начин било под утицајем интеракција са брендом на мрежама.[20]
3. Утицај свести о бренду на доношење одлука онлајн купаца: 82% онлајн купаца који траже услуге дају предност     брендовима које познају.[21]
4. Употреба, погодност и утицај друштвених мрежа: Према извештају компаније Hootsuite, више од 3.4 милијарде     активних корисника друштвених мрежа забележено је у 2019. години, што је повећање од 9% у односу на 2018.  [22]Истраживање The Manifest-а показује да 74% корисника друштвених мрежа прати брендове на тим платформама, док 96% људи који прате компаније такође активно комуницирају са њима. [23] Deloitte извештава да је сваки трећи потрошач у САД под утицајем друштвених мрежа приликом куповине производа, док 47% „миленијалаца“ узима у обзир интеракцију са брендом на мрежама приликом доношења одлуке о куповини.